# Mithraeum d'Els Munts
Le  mithraeum d'Els Munts est situé sur le site archéologique  de la villa romaine d'Els Munts situé dans la municipalité d'Altafulla, près de Tarragone, dans la province de Tarragone en Catalogne,. 
La villa romaine est remarquable pour ses mosaïques et son état de conservation exceptionnelle. Comme la cité antique de Tarraco, elle est classée au patrimoine mondial de l'UNESCO.

## Historique
L'historien romain Tite-Live mentionne Tarraco en décrivant une partie des origines de la deuxième guerre punique. La villa fut initialement construite au Ier siècle apr. J.-C., sur laquelle les vestiges conservés aujourd'hui furent construits au milieu du IIe siècle. Quelque temps après 175 apr. J.-C. mais avant l'an 200, un incendie brûla à la villa d'Els Munts, et les habitants l'abandonnèrent. 

## Description
Le mithraeum de la villa romaine d'Els Munts, découvert en 2004, est surtout remarquable pour son emplacement et sa taille (30 × 8,10 m), presque aussi grand que le mithraeum des thermes de Caracalla à Rome, l'un des plus grands connus de tout l'Empire romain,.
Construit probablement au début du IIe siècle, il est situé dans la partie résidentielle, près du triclinium et du couloir menant aux thermes. Malgré son état de conservation précaire, on peut distinguer les espaces propres à ce type de sanctuaire : pronaos (vestibule d'environ 29 m2) et la cella (salle de culte d'environ 26 m de long). Dans celle-ci se trouvaient deux banquettes latérales (2 m de large) sur toute la longueur de la salle de culte
Dans l'édifice on a également récupéré un autel, in situ, et les restes d'un autre autel, sûrement dédiés à Cautès et Cautopatès, assistants de Mithra. Ils étaient situés au niveau de l'accès à la grotte, où étaient dressés les banquets pour célébrer le repas rituel des disciples de cette religion. À l'autre bout sont conservés des restes de la salle de culte, où aurait été située une image de Mithra tuant un taureau (tauroctonie). 
L'édifice était dépourvu du riche mobilier décoratif et iconographique. Parmi le matériel récupéré, composé principalement de restes osseux d'oiseaux, la présence d'une monnaie de Sévère Alexandre (234 apr. J.-C.) qui nous place dans un deuxième quart du IIIe siècle. Les niveaux d'éboulement sont représentatifs de la seconde moitié/fin du IVe siècle : fragments d'opus sectile de plaque de divers marbres.